# فريدا ويستمان
فريدا ويستمان (Frida Westman) (من مواليد 10 يناير 2001) هي لاعبة تزلج سويدية شاركت في دورة الألعاب الأولمبية الشتوية لعام 2022. كانت أول امرأة سويدية تقفز على الجليد في دورة الألعاب الأولمبية. تتمتع ويستمان بأفضل نتيجة من أي قفز تزلج سويدية في حدث كأس العالم لقفز التزلج على الجليد.

## مشاركاتها
تتنافس فريدا ويستمان مع منطقة فريسكا فيلجور،   وقد تم تدريبها من قبل أندرياس أرين  و Isak Grimholm.  في عام 2015، فازت ويستمان ببطولة الشباب السويدية لمسافة 55 مترًا على التلال.  في عام 2019، تعرضت لإصابة في الرباط الصليبي.  في سبتمبر 2020، فازت بكأس النرويج مرتين في ليلهامر.  في فبراير 2021، ظهرت لأول مرة في كأس العالم للقفز والتزلج FIS في حدث أقيم في أوبرستدورف، ألمانيا. احتلت المركز 35 في المنافسة.  في 2021–22 حدث الكأس القاري للقفز على الجليد FIS في أوسلو، النرويج، احتلت المركز الخامس.  في بطولة كأس العالم لقفز التزحلق على الجليد 2021-22 FIS، احتلت ويستمان المركز 18 في هذا الحدث في نيجني تاجيل في روسيا. كانت أفضل نتيجة على الإطلاق للرياضبات السويديات في حدث كأس العالم. في عطلة نهاية الأسبوع التالية، احتلت المركز 13 في حدث في ليلهامر، النرويج،   ثم جاءت لاحقًا في المركز العاشر في الحدث في رامساو أم داتشستين، النمسا. 
تم اختيارها لدورة الألعاب الأولمبية الشتوية لعام 2022.  كانت أول امرأة سويدية تقفز على الجليد في أي دورة أولمبية،   وأول قفز تزلج سويدي من أي جنس منذ 1994.  لقد احتلت المركز السادس عشر بشكل عام في حدث التل العادي.   في وقت لاحق من الشهر، احتلت المركز التاسع في منافسات التدريب قبل حدث كأس العالم في آغنر-شانزي، النمسا،  واحتلت المركز الرابع في الحدثين التنافسيين في ذلك الموقع. 

## حياتها الشخصية
فريدا وستمان من منطقة فريسكا فيلجور في السويد.  تعيش الآن في تروندهايم في النرويج،  بعد أن انتقلت إلى البلاد في أغسطس 2019 لحضور مدرسة تركز على القفز على الجليد.  تنافس والدها ماغنوس ويستمان في القفز على الجليد في دورة الألعاب الأولمبية الشتوية 1994. 

## الروابط الخارجية
- Frida Westman at the International Ski Federation